# チャンアチ
チャンアチ(朝鮮語: 장아찌、Jangajji)は、パンチャンの一種で、野菜の漬物である。キムチとは異なり、発酵はさせず、カンジャン（醤油）、テンジャンまたはコチュジャンに漬け込む。長期間保存するもので、食べる前にごま油を垂らす。チャンアチのような保存食は、朝鮮半島の長く厳しい冬の間にある程度の野菜を消費できるように発展してきた。

## 用語
チャンアチという言葉は、中世朝鮮語のjyangaetdihiという言葉に由来する。名詞jyangは「醤」で醤油かテンジャンの意味、-aeは所有格の後置詞、「キムチ」を意味する名詞のdihiからなる。

## 材料
主な材料は、地域や気候に依存する。一例は、緑色のニンニク、ニンニクの花茎、朝鮮大根、キュウリ、トウガラシの葉、マクワウリ、エゴマの葉、ツルニンジン等である。醤油、テンジャンまたはコチュジャンに漬け込むが、塩水や酢に漬けることもある。通常、調味料に余分な水分が加わるのを防ぐために、野菜は少し乾燥させるか塩を振る。提供の際には、一口大に切り、ごま油、砂糖と炒り胡麻をかける。

## 主な種類
- ポクサチャンアチ（モモ）
- プチュチャンアチ（ニラ）
- チャメチャンアチ（マクワウリ）
- チョンチョチャンアチ（サンショウ）
- トラジチャンアチ（キキョウの根）
- カジチャンアチ（ナス）
- ケンニプチャンアチ（エゴマの葉）
- マヌルチョンチャンアチ（ニンニクの花茎）
- ムチャンアチ（ダイコン）
- オイチャンアチ（キュウリ）
- パチャンアチ（タマネギ）
- センガンチャンアチ（ショウガ）
- ウムチャンアチ（寒天）

## ギャラリー

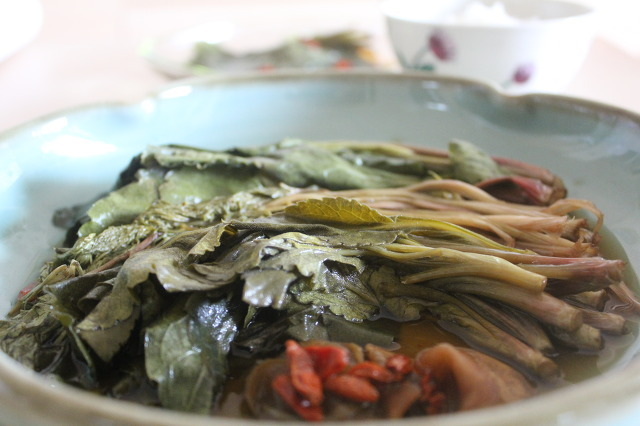
春野菜のチャンアチ
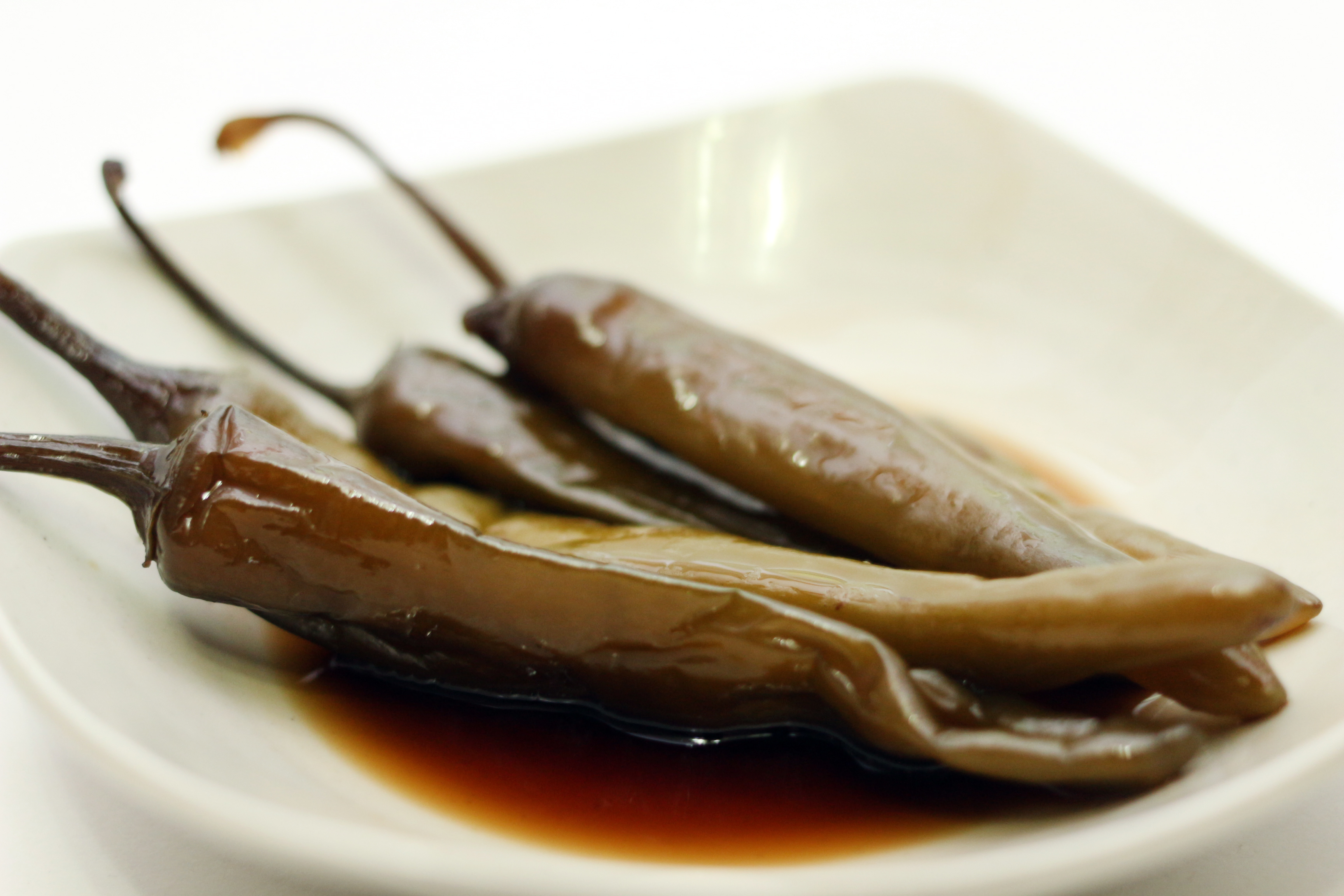
トウガラシのチャンアチ
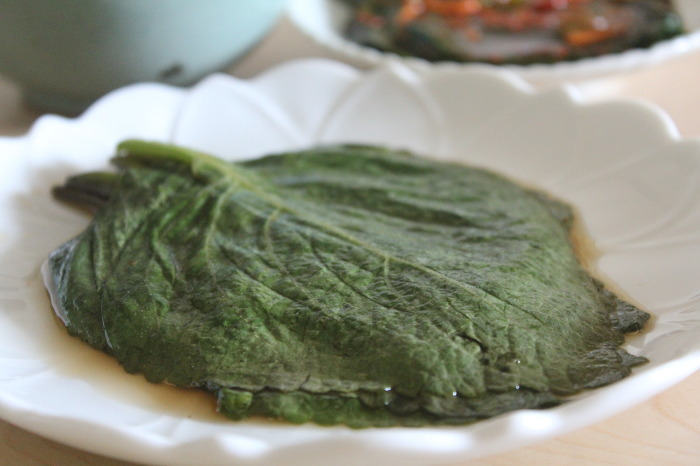
エゴマのチャンアチ
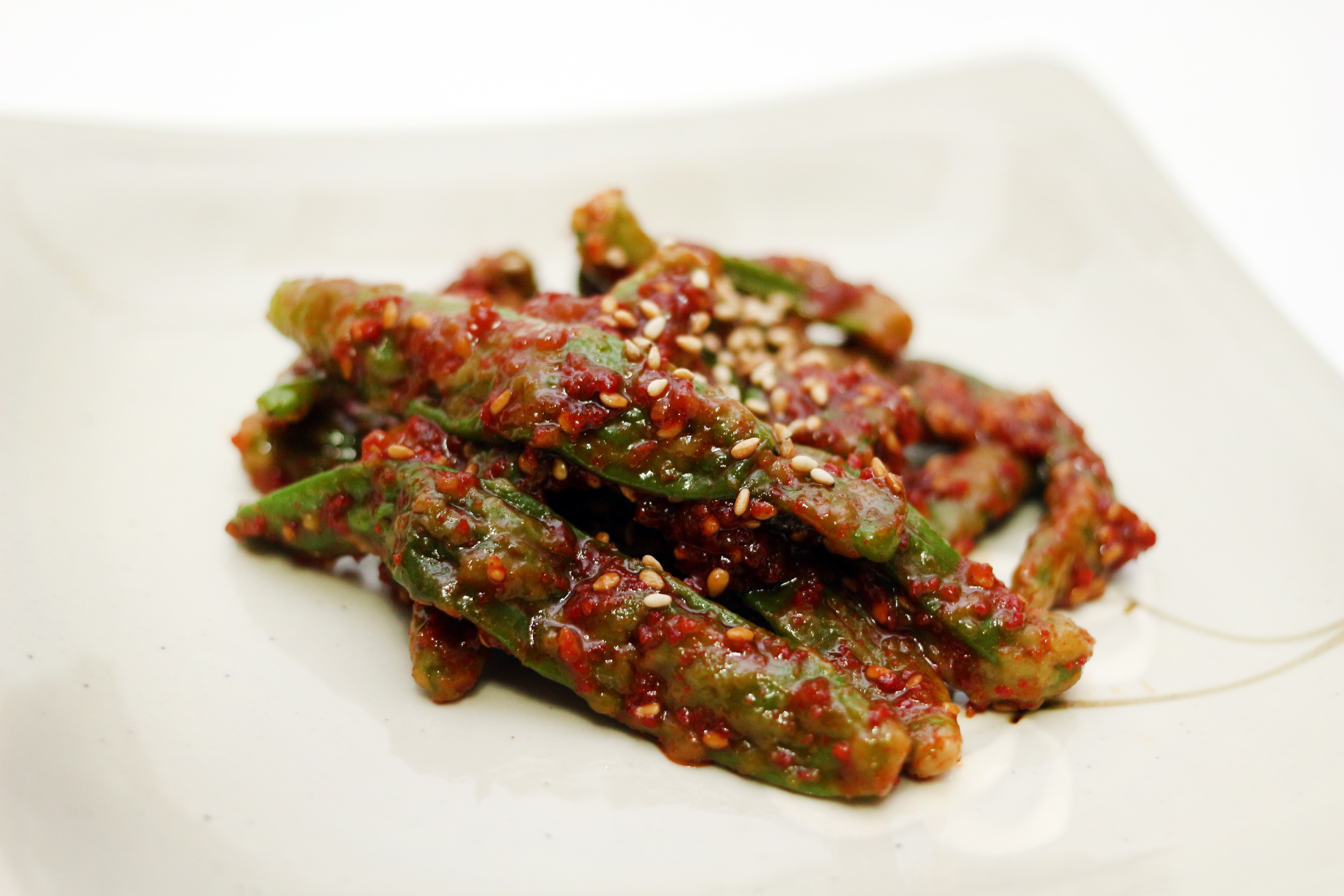
ホオズキのチャンアチ
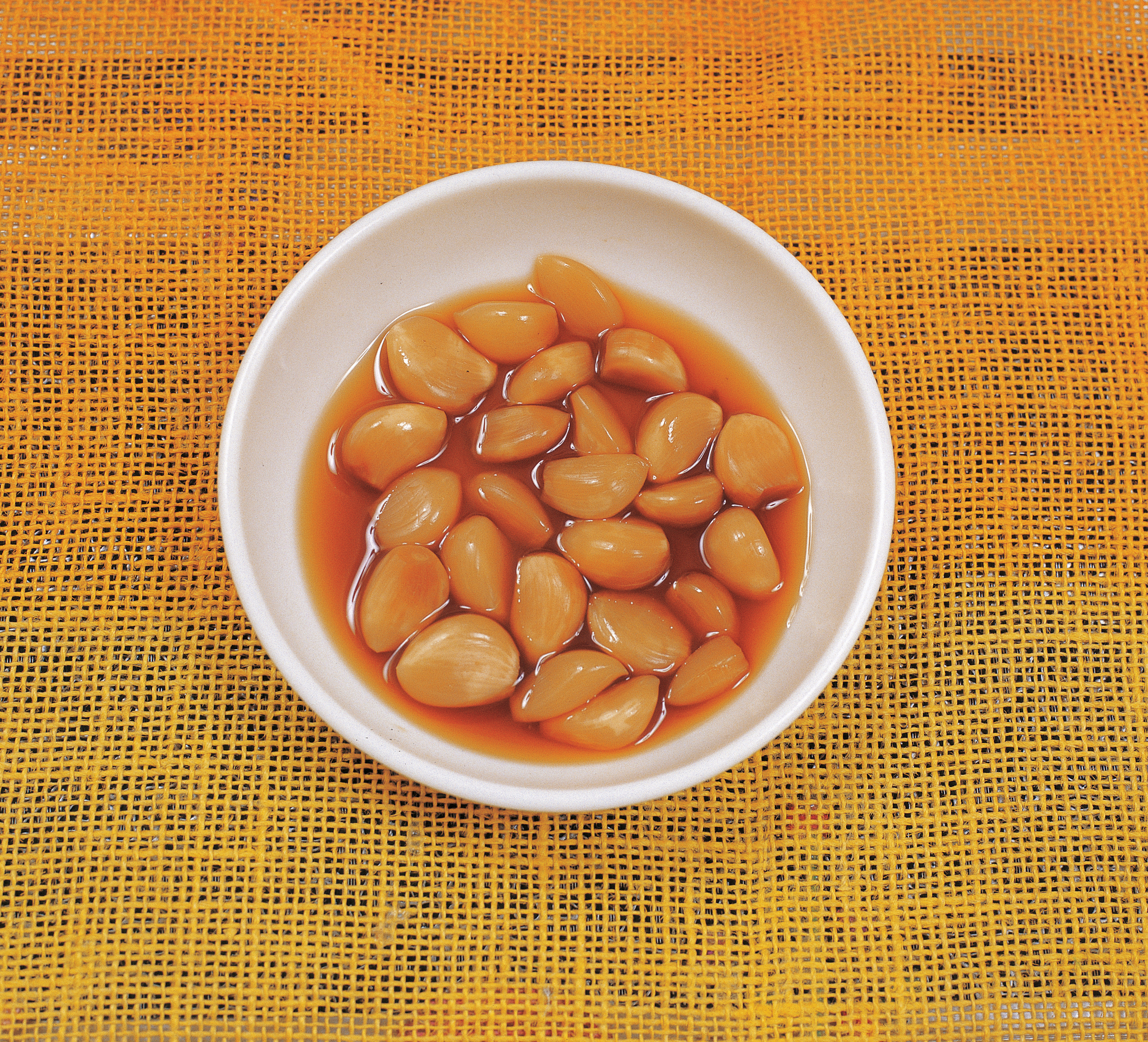
ニンニクのチャンアチ
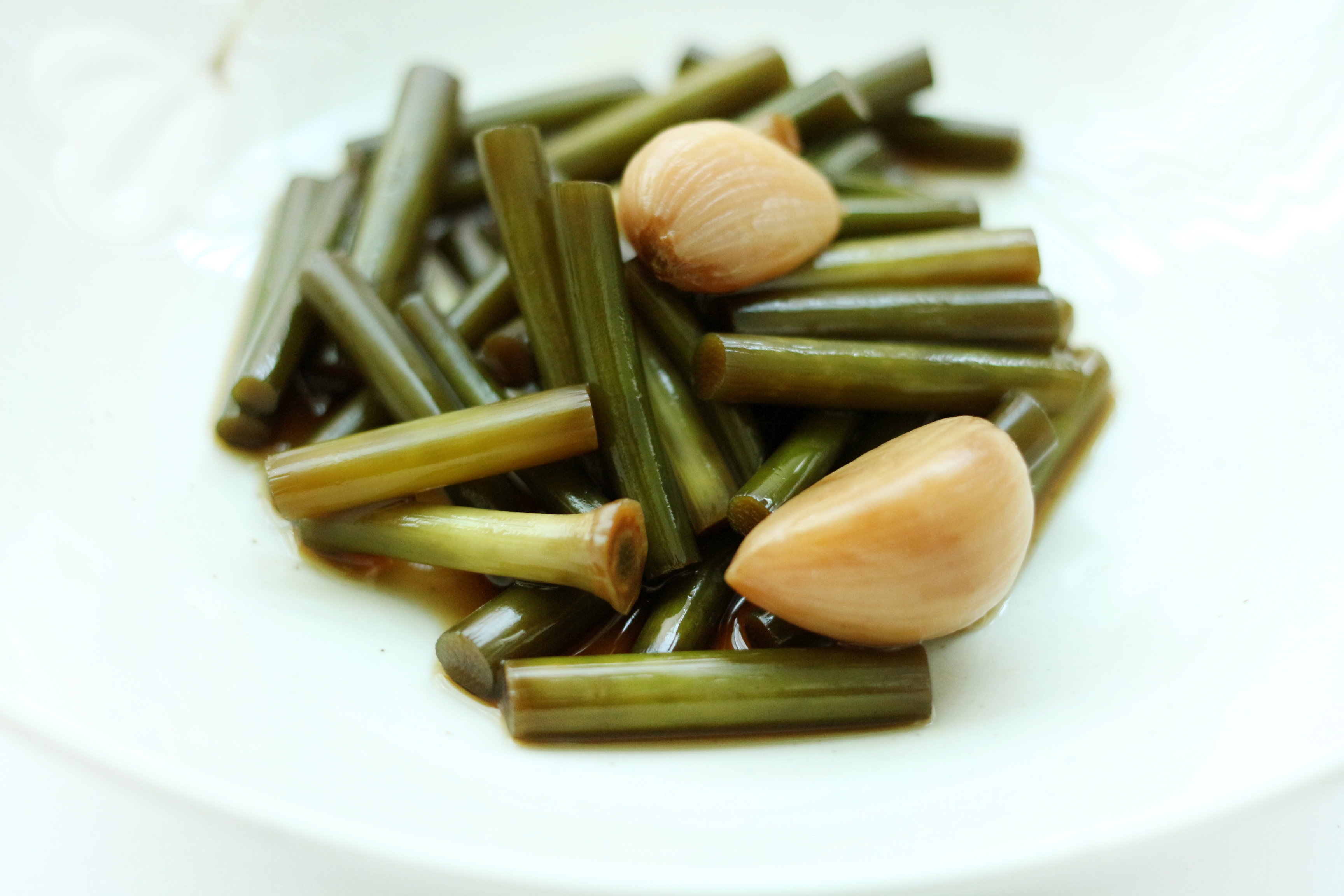
ニンニクのチャンアチ
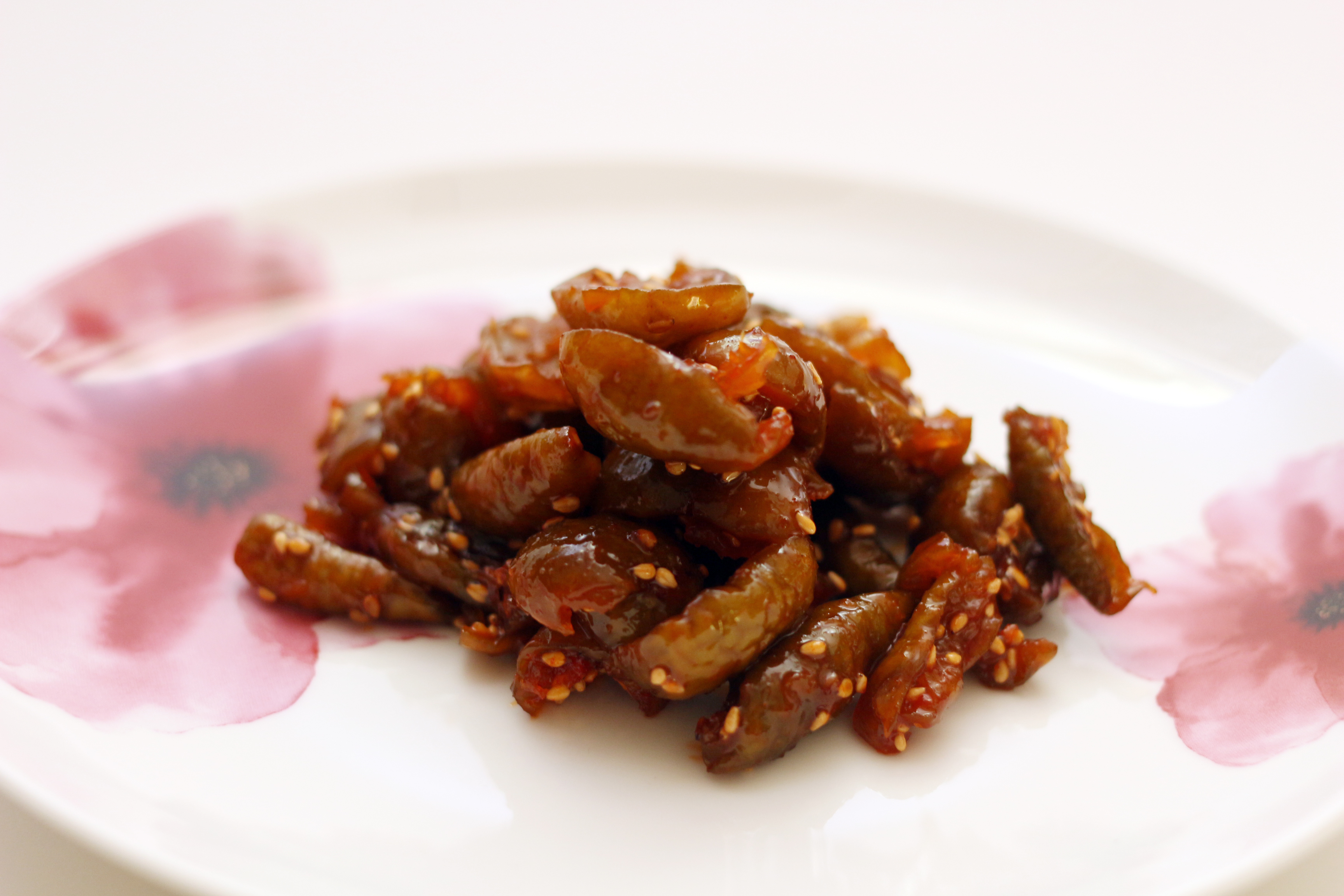
スモモのチャンアチ
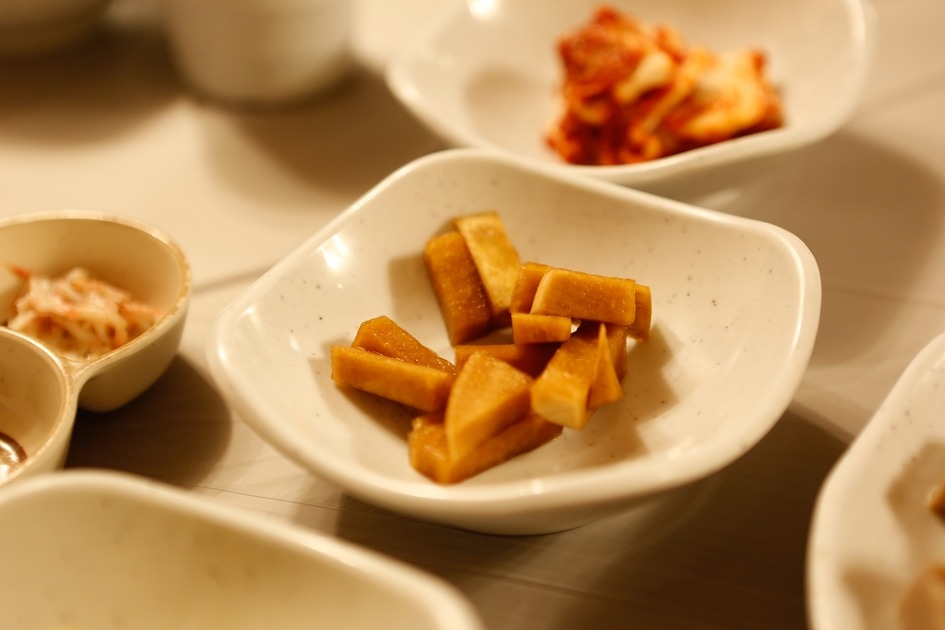
ダイコンのチャンアチ
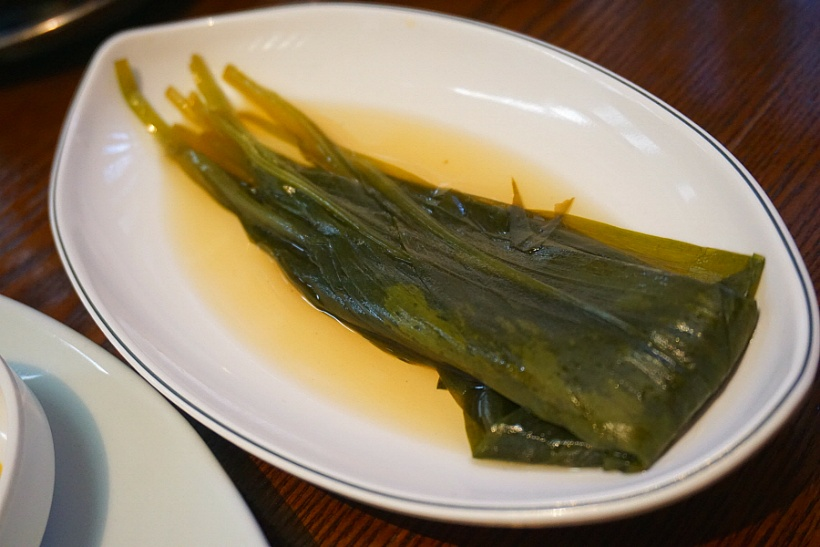
ネギのチャンアチ